# Aztec : Malédiction au cœur de la cité d'or
Pour les articles homonymes, voir Aztec.
Ne doit pas être confondu avec Aztec (jeu vidéo).
Aztec : Malédiction au cœur de la cité d'or est un jeu vidéo développé par Cryo Interactive, sorti en 1999 sur PC et en 2000 sur PlayStation.

## Synopsis
Petit Serpent est un jeune aztèque vivant dans le village Atoyac, près de Tenochtitlan. Alors qu'il est parti à la chasse, il assiste au meurtre d'un noble par un guerrier otomi. Avant de mourir, le noble lui remet un collier orné de deux serpents entourant un cercle d'obsidienne. Il murmure également le nom d'un poète, Tlatli. Peu après, le meurtrier dénonce Petit Serpent aux gardes, en le faisant passer pour le tueur. Lorsqu'il revient dans son village, il apprend que ses parents ont été enlevés et qu'une étrange maladie touche la région.
Il se rend ensuite au quartier marchand de Tlatelolco où il apprend la mort du poète. Son esclave lui apprend qu'avant de mourir, Tlatli lui avait demandé d'aller au quartier des artisans chercher de la Turquoise. Le mort possédait également le collier donné par le noble. Au quartier des artisans, Petit Serpent rencontre un jeune guerrier nommé Chimali qui lui apprend que Turquoise est une jeune courtisane vivant dans les environs. Celle-ci apprend que Tlatli allait quitter la région avec un artisan, Chacoatl. Peu à peu, il apparaît également que les deux meurtres sont liés au mal qui ronge le pays : Tlatli possédait en effet un parchemin mentionnant ce mal.
Avec l'aide de Chacoatl, Petit Serpent gagne le palais de l'empereur Moctezuma et rencontre son conseiller la Femme-serpent, qui l'emprisonne. Il s'agit en fait d'un stratagème visant à ce que la rencontre ne soit pas connue des ennemis de l'empereur. Un pacte est finalement conclu : si Petit Serpent ne découvre pas l'origine du mal, ses parents seront sacrifiés. À Tenochtitlan, Petit Serpent donne de l'argent à un mendiant qui lui remet en échange un bracelet d'or. À son retour au quartier des artisans, Petit Serpent est lancé sur la piste du fabricant de colliers d'obsidienne, qui lui apprend que cinq colliers ont été fabriqués en tout. Ils ont été donnés au seigneur Trois Lapins. Un esclave du palais du noble lui explique que le seigneur avait pour habitude de se rendre dans un temple du Centre Cérémoniel.
Avec l'aide de Turquoise, Petit Serpent s'infiltre dans le temple et découvre que le noble et la prêtresse Papatzin complotent pour empoisonner l'eau et discréditer l'empereur. En enquêtant, Petit Serpent retrouve la source où les conjurés empoisonnent l'eau de la ville. Le chef du complot est le Seigneur Fleur Noire qui lui laisse le choix entre empoisonner l'aqueduc ou boire le poison. Petit Serpent choisit de boire le poison puis saute à l'eau.
Il est repêché par Chimali et est soigné dans un village. Le seigneur Femme-Serpent a été empoisonné et Petit Serpent doit lui apporter l'antidote. Il est cependant arrêté par Trois Lapins. Il se retrouve sur l'autel sacrificiel, mais au dernier moment, l'empereur aperçoit le bracelet du mendiant. Il avait en effet pour habitude de mendier pour évaluer la bonté de son peuple. Il gracie ainsi Petit Serpent et sa famille qui peuvent s'expliquer et mettre au jour le complot.